# Distriktsmästerskap i segelflyg
Distriktsmästerskapstävlingar i segelflyg är en tävling inom segelflyg som infördes 1966 som ett sätt att kvalificera sig för deltagande i Svenska mästerskapen i segelflyg. För att ha rätt att delta vid tävlingarna måste man inneha en giltig sportlicens, segelflygcertifikat med behörighet att sträckflyga och minst 125 timmars flygtid. Tävlingen omfattar Hastighetsflygning via brytpunkter eller Hastighetsflygning via areor (Speed Task-Assigned Areas). Som tävlande kan man även  ställa upp utanför sitt eget "hem"-distrikt för att kvalificera sig för SM. Landet är indelat i de fem distrikten Norra, Mellersta, Östra, Västra och Södra. För att inte flygplanets prestanda skall avgöra förses flygplanstyperna med en koefficientsiffra som räknas in i tävlingspoängen. Distriktsmästerskap i segelflyg kan arrangeras i öppna- 18m- 15m- standard- klubb- och tvåsitsarklassen.